# Xian de Feidong
Le xian de Feidong (肥东县 ; pinyin : Féidōng Xiàn) est un district administratif de la province de l'Anhui en Chine. Il est placé sous la juridiction de la ville-préfecture de Hefei.

## Démographie
La population du district était de 1 088 438 habitants en 1999.